# Dahlia Adler
Dahlia Adler é uma autora estadunidense de ficção jovem-adulta e novos adultos.

## Vida pessoal
Dahlia Adler nasceu em Nova York, e foi criada nos subúrbios e é formada em jornalismo pela Universidade de Nova York.  Além de escrever romances, ela também administra o blog LGBTQreads.com, focado na representação queer,  e foi blogueira no blog da livraria Barnes & Noble Teen de dezembro de 2013 a novembro de 2019  e colaboradora do Buzzfeed Books de janeiro de 2020 a abril de 2023.  Desde junho de 2023, ela é uma contribuidora mensal do blog de romance Smart Bitches, Trashy Books. 

## Trabalhos selecionados
O romance de estreia de Adler para jovens adultos, Behind the Scenes, foi publicado em 2014 pela Spencer Hill. O livro conta a vida da estudante de ensino médio Ally, que se envolve na vida de Hollywood de sua melhor amiga, Vanessa, quando esta se apaixona por seu colega de elenco.  Um romance complementar, Under the Lights, foi lançado em 2015.  Neste, Vanessa tem que lidar com uma nova colega de elenco enquanto Ally está na faculdade, e a primeira se apaixona pela garota designada por seu publicitário para cuidar dela.  Under the Lights foi incluído na lista de livros Rainbow da ALA em 2016. 
Adler escreveu uma trilogia para novos adultos chamada Radleigh University. O terceiro livro da série, Out on Good Behavior, foi finalista do Bisexual Book Awards de 2016 nas categorias Literatura Adolescente e Romance. 
Em 2021, Adler publicou seu primeiro romance para jovens adultos em cinco anos, Cool for the Summer, pela Wednesday Books. Foi uma escolha do Indie Next,  um Melhor Livro do Mês da Amazon e a escolha de Alma para Melhor YA de 5781.  Seu romance seguinte, Home Field Advantage,  foi lançado em 7 de junho de 2022 e foi uma seleção Indie Next Pick e Junior Library Guild. Em seguida, Going Bicoastal foi lançado em junho de 2023 e recebeu uma medalha de prata no Sydney Taylor Book Award para YA. Todos os três livros estão na lista de livros Rainbow da ALA.
Adler é editora de His Hideous Heart, uma antologia de releituras de histórias de Edgar Allan Poe, com os autores Kendare Blake, Rin Chupeco, Lamar Giles, Tessa Gratton, Tiffany D. Jackson, Stephanie Kuehn, Amanda Lovelace, Emily Lloyd-Jones, Hillary Monahan, Marieke Nijkamp, Caleb Roehrig e Fran Wilde, e foi publicada pela Flatiron em 2019.  A antologia foi nomeada para uma seleção da Junior Library Guild e um Melhor YA do Ano pela Publishers Weekly e Kirkus . Em 2019, ela anunciou sua próxima antologia, That Way Madness Lies, uma coleção de releituras das obras de Shakespeare; foi publicada em 2021 e nomeada Melhor Livro para Jovens Adultos do Ano pela Bank Street.  Sua terceira antologia, At Midnight, foi lançada em 2022.

### Jovem Adulto

#### Romances
- Behind the Scenes (2014, Spencer Hill )
- Under the Lights (2015, Spencer Hill )
- Just Visiting (2015, Spencer Hill )
- Cool for the Summer (2021, Wednesday Books )
- Home Field Advantage (2022, Wednesday Books )
- Going Bicostal (2023, Wednesday Books )
- Come as You Are (2025, Wednesday Books )

#### Como Editora
- His Hideous Heart (2019, Flatiron Books)
- That Way Madness Lies (2021, Flatiron Books)
- At Midnight (2022, Flatiron Books)
- Out of Our League (with Jennifer Iacopelli) (2024, Feiwel & Friends)
- For the Rest of Us (2025, Quill Tree Books)

- "Daughter of the Book" in The Radical Element, edited by Jessica Spotswood (2018, Candlewick)
- "Molly's Lips" in All Out, edited by Saundra Mitchell (2018, Harlequin Teen)
- "Two Truths and an Oy" in It's a Whole Spiel, edited by Laura Silverman and Katherine Locke (2019, Knopf)
- "Lygia" in His Hideous Heart, edited by Dahlia Adler (2019, Flatiron Books)
- "I Bleed" in That Way Madness Lies, edited by Dahlia Adler (2021, Flatiron Books)
- "Say My Name" in At Midnight, edited by Dahlia Adler (2022, Flatiron Books)
- "Volley Girl" in Out of Our League, edited by Dahlia Adler and Jennifer Iacopelli (2024, Feiwel & Friends)

### New Adult
1. Last Will and Testament (2014)
2. Right of First Refusal (2016)
3. Out on Good Behavior (2016)

## Honrarias e prêmios
- 2016: Prêmio Bissexual de Literatura Adolescente e Romance por Out on Good Behavior (indicado) [10]
- 2019: Crítica estrelada pela Publishers Weekly para His Hideous Heart [16]
- 2021: Indie Next List ( Legal para o verão ) [17]
- 2021: Prêmio Alma de Melhor Romance Judaico YA de 5781 por Cool for the Summer [12]
- 2022: Crítica com estrelas da Publishers Weekly para Home Field Advantage [18]
- 2022: Indie Next List ( Vantagem de campo em casa ) [19]
- 2022: Crítica estrelada da Publishers Weekly para At Midnight [20]
- 2023: Indie Next List ( Going Bicoastal )
- 2024: Indie Next List ( Fora da nossa liga )
- 2024: Prêmio Sydney Taylor Book Award para a Bicoastal [21]

## Links externos
- LGBTQreads.com